# Bouzincourt Ridge Cemetery
Bouzincourt Ridge Cemetery is een Britse militaire begraafplaats met gesneuvelden uit de Eerste Wereldoorlog, gelegen in de Franse stad Albert in het departement Somme. De begraafplaats ligt langs een onverharde landweg in het veld op 2,5 km ten noordwesten van het stadscentrum (stadhuis). Ze werd ontworpen door Reginald Blomfield en heeft een onregelmatige vorm die wordt omsloten door een bakstenen muur. De toegang bestaat uit een monumentaal bakstenen poortgebouw (naar het model van het Thiepval Memorial) met een boogvormige doorgang die wordt afgesloten door een metalen hek. Aan weerszijden van de doorgang (binnenkant van de begraafplaats) is een nis met zitbank. Vanaf de toegang voert een T-vormig pad naar het Cross of Sacrifice aan de ene kant en de Stone of Remembrance aan de tegenoverliggende kant.
Er liggen 709 doden begraven waaronder 313 niet geïdentificeerde.
De begraafplaats wordt onderhouden door de Commonwealth War Graves Commission.

## Geschiedenis
Bouzincourt bleef na de veldslagen van maart 1918 (Duitse lenteoffensief) gedeeltelijk in Duitse handen. Het oostelijk deel van het dorp werd aan het einde van juni 1918 door de 12th en de 18th Division aangevallen en in de tweede helft van augustus volledig veroverd. In de eerste week van september werd perk I van de begraafplaats aangelegd door de Burial Officer van het V Corps. De andere percelen werden na de wapenstilstand toegevoegd toen 500 graven uit de directe omgeving werden binnengebracht.
Onder de geïdentificeerde slachtoffers zijn er 370 Britten, 24 Australiërs en 2 Canadezen. Een Brit wordt herdacht met een Special Memorial omdat zijn graf niet meer gevonden werd en men neemt aan dat hij onder een naamloze grafzerk ligt.

## Onderscheiden militairen
- John Stanhope Collings-Wells, luitenant-kolonel bij het Bedfordshire Regiment werd onderscheiden met het Victoria Cross en de Distinguished Service Order (VC, DSO).
- Alfred Waite, onderluitenant bij het Royal Berkshire Regiment; S.O.J. Bull, korporaal bij het Northamptonshire Regiment en Harry Lionel Wayman, sergeant bij het Suffolk Regiment werden onderscheiden met de Distinguished Conduct Medal (DCM). Laatstgenoemde verwierf ook het Belgische Oorlogskruis.
- sergeant A. Todd, de korporaals W. Bones, T. Thomas, W.J. Thomas en Frederick John Moseley en de soldaten A.E. Hugall, W. Warren en Robert Hartup werden onderscheiden met de Military Medal (MM).